# Sidi Lakhdar (Aïn Defla)
Sidi Lakhdar (în arabă سيدي الاخضر) este o comună din provincia Aïn Defla, Algeria.
Populația comunei este de 20.970 de locuitori (2008).